# Thrymr (satélite)
Thrymr és un  satélite de Saturno. Fue descubierto el 23 de septiembre del 2000 por el equipo de Brett J. Gladman y su designación provisional fue S/2000 S 7. Debe su nombre a Thrymr, un gigante de la mitología nórdica, conocido por robar el Mjolnir a Thor.
En algunas fuentes, su nombre se encuentra escrito como Thrym. Este fue el nombre utilizado cuando fue anunciado su descubrimiento, sin embargo, el Grupo de trabajo sobre la nomenclatura del sistema planetario (Working Group on Planetary System Nomenclature) de la UAI decidió poco después utilizar la ortografía correcta nórdica.